# Стосунок
Стосунок (відношення) — у Аристотелівській логіці одна з 10 категорій на які Арістотель поділив всі матеріальні та абстрактні речі та поняття дійсності. Як одна з таких категорій стосунок це — побічна обставина у речі (предметі), несіння чи посилання цієї речі до іншої речі.
Відповідає на запитання: Які це/цей/ця (предмет, особа, річ, поняття) має відношення/стосунок? Напр.: однаковий, подібний, рівний, батько, президент, раб.